# Horacio Garcia Rossi

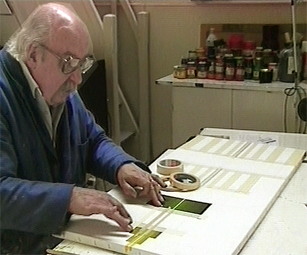
Horacio Garcia Rossi

 Horacio Garcia Rossi  (* 24. Juli 1929 in Buenos Aires, Argentinien; lebte und arbeitete in Paris; † 5. September 2012 in Paris) war ein argentinischer Maler und Kinetischer Künstler. Er gehörte neben Julio Le Parc, François Morellet, Francisco Sobrino, Joël Stein und Yvaral im Jahr 1960 zu den Mitbegründern der Künstlergruppe Groupe de Recherche d’Art Visuel (GRAV).

## Leben und Werk
Horacio Garcia Rossi studierte von 1950 bis 1957 an der Nationalen Hochschule der Bildenden Künste in Buenos Aires. Während seines Studiums lernt er dort Julio Le Park und Francisco Sobrino kennen. Ab 1959 lebt und arbeitet Garcia Rossi in Paris. Als Licht- und Objektkünstler begann er mit den Gleichgesinnten in der Groupe de Recherche d’Art Visuel zu arbeiten.
Aus Interesse an der Untersuchung visueller Phänomene, erforschte Garcia-Rossi ab 1962 die tatsächliche Bewegung des Lichts. Er sammelt erste Erfahrungen mit geometrischen Formen auf Bildschirmen. Er entwickelt auch Objekte, die den Zuschauer zu Mitarbeit (z. B. Zylinder in Rotation) anregen sollen, und beginnt eine kontinuierliche Erforschung des Problems der Instabilität von Licht und Bewegung. Er beginnt Dosen mit Licht und instabilen Farben und Motiven zu manipulieren und verwendet Licht und Strukturen in wechselnden Farben.
Ab 1966 sammelt er erste Erfahrungen mit der visuellen Identifikation des Schreibens (in der Bewegung). Von 1972 bis 1974 kehrt er zurück zu den Fragen der Zweidimensionalität und der Suche nach einfachen Strukturen durch analytische Mittel durch künstlerische Prüfung der Farben und ihrer Möglichkeiten. Von 1974 bis 1978 untersucht er die Problematik der künstlerischen Einbeziehung sprachlicher Mittel und seit 1978 strengt er Forschungsarbeiten über die Problematik der Farbe und des Lichts an.

## Wichtige Ausstellungen (Auswahl)
Horacio Garcia Rossi nahm als Teil der Groupe de Recherche d’Art Visuel und später auch als Einzelkünstler an zahlreichen Einzel- und Gruppenausstellungen weltweit teil. Dazu gehörte unter anderem 1964 die Teilnahme an der documenta III in Kassel in der Abteilung Licht und Bewegung.
Einzelausstellungen in den letzten Jahren waren (unter anderem):
2000: Centre Culturel Jacques Prévert, Villeparisis; 2002: Valmore Studio d’Arte, Vicenza, 2001: Galerie Fumagalli, Bergamo; 2003: Studio F.22 – Palazzolo sull’Oglio, Brescia; Galerie Melesi, Lecco; Galerie FidesArte, Venedig; 2004: Galerie d’Art Tarozzi, Pordenone; 2005: Galerie Lélia Mordoch, Paris; Villa Pisani, Rom.